# Abra longicallus
Abra longicallus is een tweekleppigensoort uit de familie van de Semelidae. De wetenschappelijke naam van de soort werd in 1835 gepubliceerd door Scacchi.